# ヴァルター・ヒッチンガー
ヴァルター・ヒッチンガー（Walter Hitzinger、1908年4月8日 - 1975年7月26日）は、オーストリアの実業家である。1950年代にオーストリアの国営鉄鋼企業であるVÖESTで総監督（ゼネラルディレクター）を務め、1960年以降はドイツの自動車メーカーであるダイムラー・ベンツで取締役会会長を務めた。

## 経歴
オーストリア帝国リンツの労働者階級の家庭で、第6子として生まれた。

### シュタイア・ダイムラー
ヒッチンガーはウィーン工科大学で学んだ後、1935年からシュタイア・ダイムラー・プフでキャリアを始め、第二次世界大戦の戦時中は同社のために働くこととなる。
最初の7年間は同社の特殊車両のテストエンジニアとして働き、1943年に同社の一部門であるオストマルク航空エンジン工場のテクニカルディレクターに任命された。同工場は45,000名もの従業員を擁する当時のドイツ最大の航空機エンジン工場であり、ヒッチンガーは2,500馬力以上を出力するダイムラー・ベンツ DB 610エンジン（He 177爆撃機のエンジン）などの製造を担った。
その後、同じく同社の一部門で自動車製造を手掛けるオステルライヒ・ザウアーの取締役会会長を務めた。

### 第二次世界大戦後
終戦後の1946年1月1日、ヒッチンガーは故郷のリンツで電気機械の製造を手掛けるヒッチンガー社を設立した。同社は後に同国の主要なエネルギー技術メーカーのひとつとして知られるようになる。
1952年から1960年頃にかけてオーストリアの国営鉄鋼会社であるVÖESTの総監督を務めた。1952年時点で年間20万トンだった同社による鉄鋼生産は、1960年には年間180万トンにまで拡大した。この間に同社のリンツ工場とドナウ工場が確立したLD転炉法はライセンス契約を通じて世界中に広がることになる。

### ダイムラー・ベンツ
1961年にダイムラー・ベンツの監査役会から同社の取締役会会長に任命された。この人事は当時の同社の筆頭株主である実業家フリードリヒ・カール・フリックが、VÖESTにおけるヒッチンガーの手腕に感銘を受けて後押ししたことによるものだと言われている。
ダイムラー・ベンツでは、1966年2月に引退するまで同職を務めた。

## 栄典
- 1955年・オーストリア共和国功績勲章（英語版）
- 1972年・名誉評議員（ウィーン工科大学）